# Knattspyrnudeild Keflavíkur
Knattspyrnudeild Keflavíkur, v České republice známý jako Keflavík nebo Keflavík ÍF (název sportovní jednoty Keflavík íþrótta- og ungmennafélag, jíž je součástí), je islandský fotbalový klub z města Reykjanesbær. Čtyřikrát se stal mistrem Islandu (1964, 1969, 1971, 1973) a stejně tak čtyřikrát získal islandský fotbalový pohár (1975, 1997, 2004, 2006).

## Bilance v evropských pohárech
| Soutěž        | Počet zápasů | Vítězství | Remízy | Prohry | Vstřelené góly | Obdržené góly |
| ------------- | ------------ | --------- | ------ | ------ | -------------- | ------------- |
| Liga mistrů   | 8            | 0         | 0      | 8      | 5              | 35            |
| Pohár vítězů  | 6            | 1         | 1      | 4      | 14             | 19            |
| Evropská liga | 18           | 4         | 2      | 12     | 18             | 44            |